# Ipec
Ipec Alba Iulia este o companie românească producătoare de articole de menaj din ceramică.
Este unul dintre principalii producători autohtoni de articole de vitrus menaj.
Compania a luat ființă în 1994 din Ipec Covaciu SNC, care funcționa din 1991 ca o afacere de familie.
Asociații firmei sunt Elena Covaciu și cei doi fii ai săi (Cosmin Covaciu și Cristian Covaciu).
Firma a intrat în rețeaua de peste 1.000 de furnizori ai IKEA în 1996, iar în prezent IKEA este principalul client al Ipec.
Compania a ajuns la afaceri de peste 16 milioane de euro realizate în proporție de 99% din exporturi.
În anul 2005, compania producea 1,7 milioane de piese pe lună (aproximativ 20 de milioane de piese anual), aceasta reprezentând 1% din producția mondială de farfurii.
Evoluția ascendentă a afacerii a fost puternic influențată de permanenta preocupare a managementului pentru investiții și a fost marcată de creșteri importante a cifrei de afaceri în momentul finalizării fiecărei investiții astfel:
• 1996 punerea în funcțiune a halei de producției nr.1;
• 2002 punerea în funcțiune a halei de producție nr.2;
• 2006 punerea în funcțiune a halei de preparare a granulatului atomizat de vitrus pentru presare izostatică. ( extindere Hala 2 de producție);
• 2009 dotarea extinderii realizate la hala 2 cu linie de producție;
• 2010 compania a dezvoltat o nouă extindere - Hala 3;
• 2012 s-a finalizat implementarea unui proiect cu fonduri europene și s-au pus în funcțiune halele de producție 4 și 5.
La început, activitatea societății era formată din producție de articole ornamentale și decorative produse în cantități mici, care erau apoi desfăcute pe piața internă. Anul 1996 a adus prima schimbare majoră în abordarea strategiei de vânzări, societatea începând o relație de afaceri cu concernul suedez IKEA, pentru care a început să producă din ce în ce mai mult, de la an la an.
Astfel, dintr-o mică afacere de familie, societatea a început să se transforme într-o facilitate de producție orientată către producția de serie, cu utilaje moderne și desfacere pe piața externă.
La ora actuală compania dispune de peste 50 de mori preparare, 2 atomizoare de producere a pulberei atomizate, 20 prese izostatice, 10 cuptoare ardere, 30 mașini de glazurare și peste 200 de roboți industriali. Programul de investiții este unul continuu și are ca obiectiv păstrarea companiei între primii 10 producători mondiali din domeniu.
Seriozitatea și respectarea angajamentelor față de partenerii de afaceri au dus la necesitatea dezvoltării de noi capacități de producție în condițiile creșterii constante a cererii pe piața externă.

## Informații financiare[5]
| Ani  | Venituri  | Cheltuieli | Profit  | Inventar | Rezerve | Creanțe  | Datorii  | Banca și numerar | Angajați |
| ---- | --------- | ---------- | ------- | -------- | ------- | -------- | -------- | ---------------- | -------- |
| 2021 | 158436242 | 146387159  | 2525133 | 43478422 | 0       | 28861121 | 94407369 | 1862243          | 561      |
| 2020 | 144497664 | 129796006  | 2868315 | 36750053 | 0       | 24836820 | 90724632 | 3559676          | 695      |
| 2019 | 146056621 | 125913351  | 5648467 | 28632235 | 0       | 22718609 | 85915541 | 3631926          | 714      |
| 2018 | 134074882 | 110241502  | 6667604 | 19660823 | 0       | 10572052 | 59237913 | 653376           | 737      |
| 2017 | 129601879 | 102872047  | 6308701 | 18834552 | 0       | 10828976 | 65325065 | 2274374          | 757      |
| 2016 | 125125429 | 98084789   | 3834487 | 18537372 | 0       | 10411562 | 66925027 | 17878            | 806      |